# Il castello dei draghi
Il castello dei draghi (Schloß Einöd) è un film muto del 1920 prodotto e diretto da Erik Lund.

## Produzione
Il film fu prodotto dalla Ring-Film GmbH (Berlin).

## Distribuzione
Uscì nelle sale cinematografiche tedesche con il visto di censura rilasciato in data aprile 1919. Il film fu presentato in prima al BTL Potsdamer Straße di Berlino il 23 gennaio 1920.